# The Pipe Dream (film 1915)
The Pipe Dream è un cortometraggio muto del 1915. Il nome del regista non viene riportato nei credit del film che, prodotto dalla Essanay Film Manufacturing Company e distribuito dalla General Film Company, aveva come interpreti Billy Mason nel ruolo del vagabondo e Ruth Hennessy in quello della fata.

## Trama
Dopo avere passato la notte in un barile, un vagabondo cerca qualcosa da mangiare in una casa delle vicinanze. Ma il cuoco gli sguinzaglia dietro il cane, che lo insegue fino a che l'uomo trova rifugio sul ramo di un albero. Per passare il tempo, accende la sua pipa di pannocchia e si addormenta. Nel sogno, immagina di trovare un quaderno pieno di banconote. Inseguito dal proprietario di quel denaro attraverso boschi, fattorie e strade, arriva in una baia, dove trova delle barche ormeggiate. Nel bosco, gli appare una fata che danza davanti a lui, eseguendo diverse magie come quella di indurre i polli a camminare all'indietro e i nuotatori a tuffarsi anche loro all'indietro, saltando dall'acqua al trampolino. Mentre il vagabondo tenta di baciarla, la fata scompare. L'uomo poi entra in una botte per riposare, ma la botte è fatta rotolare giù dalla collina da alcuni ragazzi. Andando a sbattere contro un albero, il barile esplode e il vagabondo, cadendo dall'albero, si sveglia.

## Produzione
Il film fu prodotto dalla Essanay Film Manufacturing Company.

## Distribuzione
Distribuito negli Stati Uniti dalla General Film Company, il film - un cortometraggio di una bobina - uscì nelle sale cinematografiche il 15 luglio 1915.